# 新中洞站
新中洞站（：／ Sinjongdong yeok */?）是首爾地鐵7號線沿線的一座地下車站，位於韓國京畿道富川市中洞。站名曾一度考慮命名為「桂南」（계남），但在中洞新都市居民們的要求下改為「新中洞」。

## 車站結構
站體為1面2線島式月台的地下車站，候車月台設有月台幕門，並有7處出口。

### 月台配置
| 春衣 ↑     |
| 下 上 \|   |
| ↓ 富川市廳 |

| 月台 | 路線           | 目的地                                     |
| ---- | -------------- | ------------------------------------------ |
| 上行 | ●首爾地鐵7號線 | 溫水、江南區廳、蘆原、長岩方向             |
| 下行 | ●首爾地鐵7號線 | 富川市廳、上洞、掘浦川、富平區廳、石南方向 |

## 歷史
- 2012年10月27日：落成啟用。

## 車站周邊
- 樂天百貨中洞店
- 富川樂天影城
- 富川現代療養院
- 富川遠美警察署
- 富川僱傭中心
- 富川稅務署
- 京畿道富川敎育支援廳
- 富川市立夢想圖書館（朝鲜语：꿈빛도서관）
- 玉山初等學校
- 中興初等學校
- 中興中學
- 富川富興中學
- 深遠高校
- 優倍勢公司（UBASE）
- 吉州公園

## 相鄰車站
仁川交通公社
●首爾地鐵7號線
春衣（753）－新中洞（754）－富川市廳（755）